# Konstancja Benisławska
Konstancja Benisławska (ur. 6 stycznia 1747, zm. 8 listopada 1806) – polska poetka.

## Życiorys
Pochodziła ze spolonizowanej, niezamożnej szlachty inflanckiej o korzeniach niemieckich – z rodu Ryck (Ryk, von Ryck), skoligaconej ze znaną rodziną von Manteufflów. Córka Adama Ryck (prawdopodobnie ur. 1682, zm. 1742), siostra Antona, Ignacego, Józefa i Francziska. Wychowała się i całe życie spędziła w Inflantach – na północny wschód od Dyneburga, na terenie dzisiejszej Łotwy. Odebrała tam również wysokie wykształcenie. Konstancja Benisławska jest zdecydowanie osobą bardzo oczytaną; uchodziła za barokową erudytkę, co wśród kobiet ze szlacheckich kręgów XVII i XVIII było dość częste. Wcześnie wyszła za mąż za Piotra Benisławskiego, stolnika inflanckiego, od 1776 r. podkomorzego dworu polskiego. Dokładna liczba jej dzieci jest nieznana (podobno urodziła 22). Zachowały się informacje o Antonim, Kalasantym, Józefie, Stanisławie, Janie i Onufrym Benisławskich oraz o Rozie Morisson (wyszła za mąż za Michała Morissona) i Katarzynie Weyssenhoff (żona Konstantego Weyssenhoffa). Bratem jej męża Piotra był Jan Benisławski, biskup pomocniczy mohylewski. Pochowana została w podziemiach kościoła dominikańskiego pw. św. Dominika i św. Józefa Oblubieńca NMP w Posiniu.
Administrowała majątkiem męża, brała udział w życiu towarzyskim, prowadziła działalność dobroczynną a pod koniec życia ufundowała szpital w Zosołach, gdzie opiekę znajdowali ubodzy.

## Twórczość
Benisławska jest autorką zbioru liryków religijnych Pieśni sobie śpiewane, który powstał w latach 1774–1775 i został wydany w Wilnie w 1776 roku za sprawą brata męża, kanonika inflanckiego, Konstantego Benisławskiego. Autorce przypisuje się od niedawna autorstwo również innego modlitewnika — Nabożeństwo ku największej chwale Boga w Trójcy Świętej Jedynego i matki Boskiej tudzież świętych Patronów i Patronek przez pewną damę z różnych aprobowanych ksiąg zebrane i dla wygody bliźnich do druku podane w Wilnie, Drukarni J.K.M., XX Bazylianów roku 1771. Chociaż chronologicznie należą one do okresu oświecenia, myślowo i stylistycznie współtworzą barok, jako najpóźniejszy tom poezji barokowej w Polsce, zarazem dowód trwałości tej tradycji w wieku XVIII.
Znaczący wpływ na twórczość Konstancji Benisławskiej miała XVII-wieczna barokowa liryka religijna, związana z nurtem mistyków hiszpańskich, takich jak Teresa z Ávili, ale nie można też wykluczyć znajomości utworów chociażby Józefa Baki albo św. Augustyna. Najwięcej cytatów pochodzi z Pisma świętego w przekładzie księdza Jakuba Wujka. Benisławska najczęściej odwołuję się do Księgi Psalmów, Księgi Izajasza, Księgi Hioba oraz Pieśni nad Pieśniami. Cytuje także z Nowego Testamentu Ewangelie, Dzieje Apostolskie oraz Apokalipsę. W jej twórczości można odnaleźć również wpływy „Psałterza Dawidowego” Jana Kochanowskiego, a także innych polskich poetów barokowych. Konstancja Benisławska koncentruje się głównie na języku mistyki oraz kreacji podmiotu mówiącego. Współtworzy – jak Elżbieta Drużbacka i Antonina Niemiryczowa – poezję kobiet w XVIII-wiecznej Polsce.

## Pieśni sobie śpiewane
Pieśni sobie śpiewane należą do poezji metafizycznej i mistycznej. Poruszają kwestie teologiczne, takie jak oblubieńcza miłość Boga oraz doznania mistyczne. Pomimo elementów czysto filozoficznych uważane są za swoisty dziennik intymny autorki, w którym opisuje swoje najgłębsze doświadczenia duchowe. Benisławska napisała Pieśni w wieku zaledwie 29 lat, jednak mimo to jej utwory są dojrzałe, pełne religijnej świadomości oraz aspektów teologicznych. Uznane za arcydzieło poezji barokowej, z czasem jednak zostały zapomniane. Dawną sławę przywrócił im historyk Wacław Borowy. W swojej książce O poezji polskiej w wieku XVIII nazwał zbiór Benisławskiej "najdziwniejszą może książką w literaturze polskiej XVIII wieku", ze względu na jej widoczne, całkowite odcięcie od głównego nurtu literatury tamtych czasów. Rozkwit epoki stanisławowskiej nie przeszkodził Benisławskiej w tworzeniu w kanonach barokowego konceptyzmu.

### BudowaPieśni
Zbiór otwiera wierszowana przedmowa Konstantego Benisławskiego, jednego z braci Piotra Benisławskiego, który w 10. strofach wychwala swoją bratową. We wstępie pojawia się również kilka strof podpisanych dotąd nierozszyfrowanymi inicjałami oraz porównania autorki do Elżbiety Drużbackiej, Safony i Korynny. Pierwszą pieśnią jest Pieśń przed zaczęciem dzieła abo zachwyt ducha do Ducha Najświętszego, w której Benisławska pisze, że to sam Bóg natchnął ją do tej pracy. Później zawarta jest Pieśń przeżegnanie. W imię Ojca i Syna i Ducha Świętego, w której wykonuje się znak krzyża, aby na dobre wyzbyć się z myśli szatana, ukazanego przez autorkę jako uwiązany na łańcuchu pies. Takie wyobrażenie diabła bliskie jest motywom apokryficznym, a także Boskiej komedii Dantego. Pieśni dzielą się na 3 części, nazwane dawnym obyczajem jako księgi. Część pierwsza tomu składa się z 7 pieśni. Napisana jest trzynastozgłoskowcem i zawiera medytacje poetyckie o modlitwie Pańskiej Ojcze nasz. Część druga rozważa Pozdrowienie anielskie – modlitwę Zdrowaś Maryjo w 9 pieśniach napisanych jedenastozgłoskowcem. W skład trzeciej części tomu wchodzą 24 pieśni, w których Benisławska zawarła pełne ekspresji wyznania liryczne o miłosnym obcowaniu człowieka i Boga, nawiązując do tradycji mistyki oblubieńczej. Trzecia księga ma charakter autobiograficzny, najbardziej osobisty.

#### Spis treści
- Pieśń przed zaczęciem dzieła abo zachwyt ducha do Ducha Najświętszego.

- Pieśń przeżegnanie. W imię Ojca i Syna i Ducha Świętego.
- Księga pierwsza. Modlitwa pańska na pieśni podzielona.
  - Pieśń 1.
  - Pieśń 2. Ojcze nasz, któryś jest w niebie.
  - Pieśń 3. Święć się Imię Twoje.
  - Pieśń 4. Przyjdź Królestwo Twoje.
  - Pieśń 5. Bądź wola Twoja, jako w Niebie, taki na ziemi.
  - Pieśń 6. Daj nam chleba naszego powszedniego dzisiaj.
  - Pieśń 7. Odpóść nam nasze winy, jako i my odpuszczamy.
- Księga druga. Pozdrowienie anielskie na pieśni rozłożone.
  - Pieśń 1.
  - Pieśń 2. Zdrowaś, Maryja.
  - Pieśń 3. Łaskiś pełna.
  - Pieśń 4. Pan z Tobą.
  - Pieśń 5. Błogosławionaś Ty między niewiastami.
  - Pieśń 6. I błogosławiony owoc żywota Twego, Jezus.
  - Pieśń 7. Święta Maryja.
  - Pieśń 8. Matko Boga.
  - Pieśń 9. Módl się za nami grzesznymi teraz i w godzinę śmierci naszej, Amen.
- Księga trzecia.
  - Pieśń 1. Modlitwa poranna.
  - Pieśń 2. Modlitwa południowa.
  - Pieśń 3. Modlitwa wieczorna.
  - Pieśń 4. Pomocy Chrystusa P[ana] w oschłości duszy żebrze.
  - Pieśń 5. O szczęśliwości tych, którzy, wziąwszy krzyż swój, idą za Chrystusem.
  - Pieśń 6. Wysławia dobrodziejstwa Chrystusowe na siebie i na cały świat wylane.
  - Pieśń 7. Co trzeba zachować kochającym Chrystusa.
  - Pieśń 8. Wyraża się potęga miłości ku Chrystusowi.
  - Pieśń 9. Chrystusa Pana wielbi.
  - Pieśń 10. Chrystusa Pana wzywa ciężką chorobą złożona.
  - Pieśń 11. W mdłości śmierć sobie rokuje i do służby Boga siebie zagrzewa.
  - Pieśń 12. Jak jest rzecz słodka i zbawienna o męce Pańskiej ustawnie rozpamiętywać.
  - Pieśń 13. Afekt ku ukrzyżowanemu Panu.
  - Pieśń 14. Prosi, iżby za łaską Bożą świątobiliwie żyć mogła.
  - Pieśń 15. Dziękuje Chrystusowi Panu za uwolnienie z różnych niebezpieczeństw i naprowadzenie na prawą drogę.
  - Pieśń 16. Skarży się, że po większej części ludzie, odbiegłszy Chrystusa Pana, za światową próżnością uganiają się.
  - Pieśń 17. Ogłasza, że bez pomocy Chrystusowej trudno się złego ustrzeże.
  - Pieśń 18. O miłości swojej ku Chrystusowi Panu.
  - Pieśń 19. Poleca duszę Bogu w ostatnim niebezpieczeństwie życia będąca.
  - Pieśń 20. Wzywa wszelkie stworzenie, iżby chwaliły Boga.
  - Pieśń 21. Modlitwa do Boga Ojca i porwanie abo zachwyt do nieba.
  - Pieśń 22. Ojcze nasz.
  - Pieśń 23. Zdrowaś, Maryja.
  - Pieśń 24. Chwała Ojcu i Synowi etc.

W pierwszej i drugiej księdze Benisławska używa dwóch form – wypowiada się w imieniu bliżej nieokreślonej zbiorowości (my), ale jednocześnie podkreśla swoją indywidualność („ja”, „kobieta”, „grzesznica”). W trzeciej księdze już niemal całkowicie mówi tylko w swoim imieniu, podkreśla relację ja – Bóg. Według historyka Antoniego Czyża „Spotkanie mistyczne dokonuje się bowiem w Pieśniach przy zachowaniu znaczenia całej sfery doczesności, codzienności, „ziemskości”, przeżywanej jako wartość. Benisławska współtworzy tak te wątki poezji późnobarokowej, które nakierowane były na afirmację świata doczesnego jako dobrego dzieła Bożego oraz znaku Stwórcy”.

#### Konteksty mistyczne Pieśni sobie śpiewanych
Podmiot liryczny pieśni to „kobiecina grzeszna”, „nędzna człowieczyna”, która w pełni oddaje się woli Bożej. Świadomość swojej śmiertelności oraz niższości przed Bogiem sprawia, że kobieta całkowicie rezygnuje z wolnej woli, ponieważ uważa, że tylko On jako Pan życia i śmierci może kierować jej losem. Wizja Boga jako najwyższego absolutu widoczna jest w każdym wersie modlitwy. Poetyckie przedstawienie Boga pomaga uchwycić jego istotę z punktu widzenia autorki. Benisławską cechuje wyjątkowa dojrzałość duchowa oraz potrzeba wielkiej religijności. Poetka świadoma swojej grzeszności, prosi Stwórcę o siłę, aby mogła oprzeć się złym pokusom i działać tylko na rzecz Jego woli. Pragnienie oblubieńczej miłości Boga widoczne jest u Benisławskiej od pierwszej księgi, ale rozwija się dopiero w trzeciej. Autorka błaga Boga o odpuszczenie grzechów jako matka i żona. Wierzy, że jest on miłosierny i sprawiedliwy, a jego dobroć przejawia się w gotowości wybaczenia ludziom i zbawienia wiernych.
Druga księga jako wariacja na temat Pozdrowienia Anielskiego poświęcona jest głównie Maryi, którą Bienisławska uczyniła opiekunką jednego z wierszy. Autorka przepełniona jest uczuciami „wielkiej tkliwości”; wielokrotnie podkreśla swój szacunek i wyjątkowość Matki Boskiej.
Księga trzecia podkreśla miłość, jaką Bienisławska darzy Stwórcę oraz jej bezgraniczne poddanie się Boskiej woli. Pragnienie miłości Boga do Oblubienicy widoczne jest w każdej linijce tekstu. Pomimo „wyższości” tego uczucia, Benisławska ujawniła je w sposób dość zmysłowy, momentami zahaczający o perwersję (fragment pieśni Jak jest rzecz słodka i zbawienna o męce Pańskiej ustawnie rozpamiętywać, w którym opisane jest picie krwi Chrystusa jako „źrzódło żywej wody”), co przez wielu badaczy zostało skrytykowane i uznane nawet za „manifest erotyki mistycznej”. Jednak zmysłowość jest tylko pozorem, a uczucie opisywane przez Benisławską jest tak silne i czyste, że autorka byłaby w stanie nawet za nie umrzeć. Pełne oddanie się Bogu jest dla niej urzeczywistnieniem miłości pięknej i wiecznej.

##### Krew
Krew należąca do Jezusa występuje w 12. pieśni trzeciej księgi. Jest symbolem czystości po obmyciu z wszelkich występków oraz współcierpienia w męce Chrystusa, zapewnia „bliskość z Panem dzięki Jego cierpieniu”. Przez kontakt z krwią Jezusa dokonuje się duchowe uzdrowienie poetki.

##### Ogień
Motyw ognia w twórczości Benisławskiej pojawia się dość często, między innymi w odniesieniu do samego Boga. Słowa związane z ogniem (palenie, żarzenie się, płomień) u autorki często towarzyszą miłości. Źródłem tego motywu z pewnością są pisma mistyczne. Najbardziej prawdopodobnym jest Żywy płomień miłości św. Jana od Krzyża, który niewątpliwie mógł stanowić inspirację dla Konstancji Benisławskiej.

##### Natura
„Ja” liryczne wykazuje postawę ambiwalentną do natury. Poetka opisuje ją w czuły sposób, używając zdrobnień („kwiateczki”, „kamyki”, „gałązki”), co wyraża jej miłość do przyrody jako dzieła Bożego, którego odnajduje na każdej płaszczyźnie swojego życia. Traktuje naturę jako przejaw umiłowania ludzi przez Boga oraz motywację do wyrwania się z tego świata i pójścia ku Niemu.

#### Język i struktura gramatycznaPieśni
O randze Pieśni sobie śpiewanych świadczy sam kunszt poetki przejawiający się w jej dojrzałości myślowej, plastycznych opisach oraz samej melodii wiersza, dającej czasem wyraźne efekty muzyczne. Poetka używa rozbudowanych metafor, licznych porównań, zestawień kontrastujących ze sobą pojęć (gorzki-słodki), ekspresyjnych zwrotów oraz paradoksów. Pieśni często krytykowane są za monotonne wyliczenia, które znacznie „dłużą” tekst (szczególnie dwie pierwsze księgi), jednak dominuje język poukładany i wyrafinowany artystycznie.

## Krytyka
O Konstancji Benisławskiej zrobiło się głośno za sprawą O poezji polskiej w wieku XVIII autorstwa Wacława Borowego. Autor poświęcił jej bardzo pochlebny rozdział, co wywołało niemałą burzę wśród historyków i badaczy literatury. Borowy był pierwszym, który docenił skromny dorobek twórczy Konstancji Benisławskiej współcześnie. Jedyne jego zarzutu wobec Pieśni opierały się na jej nierównym poziomie stylu. Jego zdaniem miejsca wyjątkowej wzniosłości teologicznej i metafizycznej zakłócane są przez momentalną trywialność autorki, jej "niepoprawne" opisy relacji z Bogiem (perwersja związana z picie krwi Chrystusa) oraz prowincjonalizm, rażące głównie ze względu na tematykę Pieśni. Swoje rozważania na jej temat zakończył stwierdzeniem, że „jeśli będziemy sądzili nie według tego, co w jej wierszach jest słabe, lecz według tego, co jest mocne, będziemy musieli przyznać, że jest ona poetką prawdziwą, a w zbiorku jej mieszczą się najwznioślejsze wiersze, jakie w wieku XVIII po polsku napisano”. Według krytyka literatury Stefana Żółkiewskiego "Ubożuchna, tępa staroświecka treść zaczyna w oczach Borowego urastać do godności chluby kultury i poezji polskiej 18 w.". Podobne zarzuty wobec wartości twórczej autorki postawił teoretyk Jan Kott stwierdzając, że "Szukano w poezji stanisławowskiej [...] religianctwa, irracjonalizmu i pesymizmu [...]. Odkryto mistyczną bigotkę Benisławską". Uczona Maria Rzeuska zastanawiała się, "Czy poezja, choćby wzruszająca i odznaczająca się nawet bogactwem wyrazu, jeśli operuje środkami, elementami pojęć i wyobrażeń i stylem poprzedniego wieku, może w ogóle uchodzić istotnie za wartościową i w jakich dodatkowych warunkach?".
Po Borowym, twórczość Benisławskiej pochwalił językoznawca Tadeusz Brajerski. W swojej monografii O języku Pieśni Konstancji Benisławskiej wykazał, że język poetki jest bogaty leksykalnie i słowotwórczo, a jej błyskotliwość i ekspresyjny styl są zdecydowanie warty uwagi. Według Brajerskiego, poetkę można uznać za „zabłąkanego w XVIII wieku barokowym wirtuozem słowa”, ponieważ jej styl wpisuje się w barokowy konceptyzm.
Pomimo zarzutów pewne jest, że Benisławska na stałe odcisnęła swoje piętno na polskiej poezji, tworząc tekst szczery, będący manifestacją kobiecej ekspresji i suwerenności osobowej.  